# Козиця балканська
Козиця балканська (Rupicapra rupicapra balcanica) — підвид козиці звичайної. Поширений в гірських районах Балканського півострова.

## Поширення
Козиця балканська трапляється в Хорватії (Динара та Биоково), Боснії та Герцеговині, Сербії, Косово, Чорногорії, Північній Македонії, Албанії, Болгарії (чотири основні масиви) та Греції. Загальна чисельність популяції становить менше десяти тисяч особин.

## Опис
Хутро набуває світло-коричневого кольору в зимові місяці, а в літні стає світлішим. У холці сягає близько 85 см, важить до 45 кг. У самців роги досягають довжини 17-30 см.

## Спосіб життя
Дорослі самиці і молодняк утворюють невеликі групи з 5-15 особин, тоді як дорослі самці ведуть самотній спосіб життя з віку п'яти років. Влітку трапляється на більших висотах, ніж взимку. Основні вороги — беркути, вовки, ведмеді та лисиці.